# Toant (fill d'Andrèmon)
Segons la mitologia grega, Toant (en grec antic: Θόας, 'Thoas') va ser un heroi, fill d'Andrèmon i de Gorge.
En el «Catàleg de les naus» a la Ilíada, es diu que era un cabdill dels etolis, i va participar en la guerra de Troia. Figura entre els pretendents d'Helena i, al final de la guerra, va ser un dels guerrers que van entrar amb el cavall a Troia. De tornada de la guerra es va establir a Etòlia, i sembla que a casa seva s'hi va refugiar Odisseu quan Neoptòlem el va expulsar d'Ítaca, es va casar amb la seva filla i li va donar un fill anomenat Leontòfon (matador de lleons).